# Albert Moreau
Pour les articles homonymes, voir Moreau.
Jules Albert Moreau né le 21 janvier 1869 à Montargis et mort le 20 mai 1915 à Melun est un pionnier de l'aviation français.

## Biographie
Albert Moreau et son frère André (1886-1965) sont des pionniers de l'aviation.
Il meurt dans un accident d'avion le 20 mai 1915 à Melun.